# Viola maymanica
Viola maymanica är en violväxtart som beskrevs av Grey-wilson. Viola maymanica ingår i släktet violer, och familjen violväxter. Inga underarter finns listade i Catalogue of Life.